# Бауэр, Жозе Карлос
Жозе Карлос Бауэр (порт. José Carlos Bauer; 21 ноября 1925, Сан-Паулу — 4 февраля 2007, Сан-Паулу) — бразильский футболист, опорный полузащитник.

## Карьера
Жозе Карлос Бауэр, сын швейцарца и темнокожей бразильянки, родился 21 ноября 1925 года в Сан-Паулу, его детство прошло в районе Белья Виста. Он начал свою карьеру в одноимённом клубе в 1938 году, выступая за молодёжный состав команды, а в 1942 году Бауэр, вместе с клубом, даже стал чемпионом штата Сан-Паулу. В 1943 году Бауэр дебютировал в первой команде «Сан-Паулу», с этим клубом он стал 6-ти кратным чемпионом штата, проведя за клуб 419 матчей и забив 16 голов. В июне 1956 года Бауэр покинул «Сан-Паулу» и затем перешёл в клуб «Ботафого», но там задержался лишь на 3 месяца. Затем Бауэр играл за «Сан-Бенто», а последним клубом в карьере футболиста стала «Португеза Деспортос», в которой он выступал в период с января по август 1958 года.
За сборную Бразилии Бауэр выступал с 1949 по 1954 год, проведя в футболке национальной команды 29 матчей. Его дебют состоялся 4 апреля 1949 года в матче с командой Эквадора на южноамериканском чемпионате, впоследствии выигранном бразильцами. Бауэр стал одним из немногих игроков, призывавшихся в сборную после «бразильской трагедии», когда национальная сборная проиграла в финале домашнего чемпионата мира 1950 сборной Уругвая, более того, после неподражаемого Зизиньо и уругвайца Скьяффино, Бауэр стал лучшим игроком турнира. Горе футболиста было таким сильным, что Бауэр всю дорогу до Сан-Паулу провалялся в слезах на полу поезда. Лишь подруга Эльза помогла Бауэру вновь найти себя, а через месяц после финала они поженились.
После окончания игроков карьеры, Бауэр вернулся в «Сан-Паулу», где работал на технических должностях в клубе, а затем стал тренером, работая на родине, а также в Мексике и Колумбии. Во время своего работы в клубе «Ферровиария», его клуб совершал поездку по Лоуренсу-Маркиш, где играл ещё совсем юный Эусебио, Бауэр стал первым тренером, который похвалил мальчика. После этого, Бауэр связался с главным тренером «Бенфики» Бела Гуттманном и предложил ему посмотреть футболиста, который в будущем станет одним из лучших игроков в мировом футболе.
Жозе Карлос Бауэр умер 4 февраля 2007 года в Сан-Паулу из-за болезни Альцгеймера. Он был похоронен на кладбище Рас около Морумби.

## Достижения

### Как игрок
- Чемпион штата Сан-Паулу: 1943, 1945, 1946, 1948, 1949, 1953
- Чемпион Южной Америки: 1949
- Обладатель кубка Освалдо Круза: 1950
- Чемпион панамериканские игр: 1952
- Обладатель кубка О’Хиггинса: 1955

### Как тренер
- Чемпион Мексики: 1962